# Sitecore Web CMS
Sitecore Web CMS — флагманский продукт компании Sitecore, система управления веб-содержимым, является полноценным программным комплексом для создания, редактирования, контроля и организации веб-сайтов.
Программный комплекс позволяет создавать веб-сайты различного уровня сложности с максимальной экономией времени и управлять созданным сайтом без необходимости знания веб-технологий и программирования.

## Обзор Системы
Начиная с 2001 года, Sitecore Web CMS помогает компаниям создавать и управлять веб-сайтами различной сложности и содержания. На сегодняшний день релиз 6.2, который был представлен 26 октября 2009 года, является наиболее актуальной версией продукта.
Sitecore Web CMS предлагает полноценное решение для создания и организации корпоративного Интранет портала, и управления сетью аффилированных сайтов. Дополнительные модули включают, SharePoint Connector, SEO, Forum, Newsletter и StatCenter. С 30 июня 2009 года также добавлен Online Marketing Suite, который объединяет WCM систему с новейшими технологиями веб-аналитики и возможностями по автоматизации маркетинга.
Помимо этого, Sitecore CMS является полнофункциональной, контенто-зависимой платформой с разделением содержания и оформления. Имея простую, но мощную единую концепцию структурных элементов, называемых Элементами Контента (Content Items), система может быть использована для реализации различных сценариев доставки контента во многих форматах, включая, но, не ограничиваясь, HTML, PDF, Flash / Flex и Silverlight.

## Технологии
Программный комплекс построен на новейших технологиях и платформе Microsoft .NET 3.5, которые обеспечивают возможность предоставления содержательного контента в динамическом режиме.
.
Архитектура Sitecore позволяет использовать информацию, хранящуюся в различных системах. Текущие поставщики данных, которые поддерживаются Sitecore, включают в себя:
- Microsoft SQL Server
- Oracle
- MySQL
- SQLite

## Пользователи
Более 1750 различных организаций, включая Computer Associates, Costco, ISS, Lloyds of London, Microsoft, Omni Hotels, Sara Lee, Siemens, Thomas Cook, Toshiba, а также государственные и муниципальные учреждения являются клиентами компании. С помощью программного комплекса Sitecore Web CMS было создано более 23000 динамических и многофункциональных веб-сайтов, которые поддерживаются и развиваются благодаря системе и постоянно развивающимся дополнительным модулям.

## Награды
За 9 лет успешной работы в сфере создания систем управления веб-контентом компания и её продукты удостоились ряда наград и международных отличий, среди которых:
- Лучшая Система Управления Веб-Контентом 2002—2003 года [4]
- TOP 10 Лучших CMS Решений 2009, награда присуждаемая Business Software -[5]
- Сайт клиента Sitecore, команды Atlanta Falcons из NFL, выиграл награду Проект Года, присуждаемую InfoWorld[6].
- Клиент Sitecore — Ball State University выиграл несколько значительных наград, включая награду — Лучший Сайт Года[7].

Sitecore является Золотым Партнером Майкрософт и в 2004-м году получила звание Microsoft ISV Партнер года.